# Список епізодів «Покемон: XY»
Покемон: XY (ポケットモンスター エックスワイ Poketto Monsutā Ekkusu Wai) сімнадцятий сезон аніме-серіалу «Покемон». Сезон розповідає про продовження пригод Еша Кетчума і Пікачу, які вони пережили після того як потрапили до Калосу. Еш подорожує зі своїми новими друзями — Клемонто і його малою сестрою Бонні, та з його другом дитинства — Сереною, сподіваючись зустріти нових покемонів і розгадати таємницю Мега Еволюції.
В Японії сезон транслювався в період з 17 жовтня 2013 року до 30 жовтня 2014 року на каналі TV Tokyo. В США показ тривав з 18 січня 2014 року до 20 грудня 2014 року на Cartoon Network. До цього, на тому ж Cartoon Network, 19 жовтня 2013 року було показано перші дві серії сезону.
Японська версія має п'ять музичних тем. Перші 27 епізодів використовували пісню «V (Вольт)» (V (ボ ル ト) Boruto) у виконанні Юзукі в опенінгу «X Strait, Y Scenery» (X海峡Y景色 Ekkusu Kaikyō Wai Keshiki, «X-Kaikyō, Y-Keshiki»), а J ☆ Dee'Z виконав ендінг до цих серій. Другий блок в 21 епізод перейшов на опенінг з піснею «Мега (Volt)» (メ ガ V (ボ ル ト) Megaboruto) у виконанні Юзукі відкрити тематичний і «Peace Smile!» (ピ ー ス マ イ ル! Pīsumairu!) У виконанні J ☆ Dee'Z для фінальної теми. Останні три епізоди сезону супроводжувалися темою «DreamDream» (ド リ ド リ DoriDori) у виконанні Шоко Накагава як ендінгу. Для міжнародних передач англійською мовою, пісня опенінгу є реміксом пісні з опенінгу першого сезону, у виконанні Бена Діксона і The Sad Truth.

## Список серій
| Яп№ | США№ | Назва | Дата показу в Японії Дата показу в США |
| --- | ---- | --- | -------------------------------------- |
| 803 | 796  | Калос, де починається мрія, там починається і пригода! «"Kalos, Where Dreams and Adventures Begin!" (Let's Go to the Kalos Region! The Beginning of Dreams and Adventures!!) » ("Karosu-chihō ni Yattekita! Yume to Bōken no Hajimari!!" (カロス地方にやってきた！夢と冒険のはじまり！！)) | 17.10.2013 18.01.2014                  |
| Еш прибуває в Калос разом з Алексою. Алекса каже, що її сестра гіммлідер, але її стадіон знаходиться далеко. |      | |                                        |
| 804 | 797  | Погоня в Люміос сіті! «"Lumiose City Pursuit!" (Mega Evolution and the Prism Tower!) » ("Mega Shinka to Purizumu Tawā!" (メガシンカとプリズムタワー！)) | 17.10.2013 25.01.2014                  |
| Еш напарвляється в лабораторію професора Сікаморе ,де зустрічає Гарчомпа. Команда Р підслуховує їх розмову і намагається вкрасти гарчомпа. |      | |                                        |
| 805 | 798  | Битва легкого й рухливого! «"A Battle of Aerial Mobility!" (Keromatsu vs. Yayakoma! The Aerial Battle!!) » ("Keromatsu Bui Esu Yayakoma! Kūchūkidō Batoru!!" (ケロマツVSヤヤコマ！空中機動バトル！！))                                                                                     | 24.10.2013 01.02.2014                  |
| Після реєстрації в лізі, Еш стикається з покемонами дедене і флетчінг. |      | |                                        |
| 806 | 799  | Шокуюче нахабний друг! «"A Shockingly Cheeky Friendship!" (Pikachu and Dedenne! Nuzzle!!) » ("Pikachū to Dedenne! Hoppesurisuri!!" (ピカチュウとデデンネ！ほっぺすりすり！！)) | 31.10.2013 08.02.2014                  |
| Клемонт намагається зловити Дедене, який краде їх їжу. |      | |                                        |
| 807 | 800  | Битва в гімі Санталон! «"A Blustery Santalune Gym Battle!" (The Hakudan Gym Battle! The Magnificent Viviyon's Dance Battle!!) » ("Hakudan Jimu Sen! Kareinaru Bibiyon no Mai Batoru!!" (ハクダンジム戦！華麗なるビビヨンの舞バトル！！))                                                   | 7.11.2013 15.02.2014                   |
| Еш і його нові друзі, нарешті, зустрітися з Алексою в Санталон-Сіті, де вона відводить Еша до своєї сестри, Лідера гіму, Віоли. Еш починає свою першу гім- битву в Калосі, але він зазнає поразки. Після цього старий друг возз'єднується з Ешем.      |      | |                                        |
| 808 | 801  | Битва на тонкому льоду! «"Battling on Thin Ice!" (The Icy Rematch! Pikachu vs. Viviyon!!) » ("Hyōjō Kessen! Pikachū Tai Bibiyon!!" (氷上決戦！ピカチュウVSビビヨン！！)) | 14.11.2013 22.02.2014                  |
| Еш кидає виклик Віолі, на матч-реванш. На стратегію сурскріта з заморожуванням стадіону, у Еша є контрстратегія. |      | |                                        |
| 809 | 802  | Давай поганяємо в гонці Райхорнів! «"Giving Chase at the Rhyhorn Race!" (Leave it to Serena!? The Wild Sihorn Race!) » ("Serena ni Omakase!? Gekisō Saihōn Rēsu!" (セレナにおまかせ！？激走サイホーンレース！))                                                                            | 21.11.2013 01.03.2014                  |
| Еш бере участь в гонках райхорнів, Серена тренує його, бо її мати відомий гонщик. Команда Р намагається вкрасти всіх райхорнів, які беруть участь в гонках.                                                                                            |      | |                                        |
| 810 | 803  | Догляд за фурфру! «"Grooming Furfrou!" (The Pokémon Trimmer and Trimmian!) » ("Pokemon Torimā to Torimian!" (ポケモントリマーとトリミアン！)) | 28.11.2013 08.03.2014                  |
| Друзі зустрічають Джесіку, яка є дизайнером покемонів. |      | |                                        |
| 811 | 804  | У Клемонта є секрет! «"Clemont's Got a Secret!" (Capture Miare Gym! Citron's Secret!!) » ("Miare Jimu Kōryaku! Shitoron no Himitsu!!" (ミアレジム攻略！シトロンの秘密！！)) | 05.12.2013 15.03.2014                  |
| Еш повертаються в Люміус-сіті, де знайомиться з батьком Клемонта і Боні, від якого дізнається що Клемонт лідер місцевого гіму. Робот-замістник Клемонта вийшов з-під контролю і вигнав хазяїна з гіму. Клемонт вступає в битву щоб повернути собі гім. |      | |                                        |
| 812 | 805  | Мега-мега божевілля мяута! «"Mega-Mega Meowth Madness!" (Harimaron vs. Mega Mega Nyarth!!) » ("Harimaron Tai Mega Mega Nyāsu!!" (ハリマロンVSメガメガニャース！！)) | 12.12.2013 22.03.2014                  |
| Команда Р викрадає професора Сікамора ,щоб дізнатися від нього секрет мега еволюції. Еш і його друзі зтикаються з проблемою ненажерливого Чеспіна. |      | |                                        |
| 813 | 806  | Бамбуковий ліс! «"The Bamboozling Forest!" (The Bamboo Forest Chase! Yancham and Goronda!!) » ("Chikurin no Tsuiseki! Yanchamu to Goronda!!" (竹林の追跡！ヤンチャムとゴロンダ！！)) | 19.12.2013 29.03.2014                  |
| Під час зупинки на обід, Еш з друзями були атаковані командою Р, в результаті чого люди розділился з покемонами. Крім того по лісу ходить розлючений Пангоро.                                                                                          |      | |                                        |
| 814 | 807  | Спіймати контрабандиста! «"To Catch a Pokémon Smuggler!" (Capture the Pokémon Buyer! The Kofuurai Impersonation Plan!!) » ("Pokemon Baiyā wo Tsukamero! Kofūrai Gisō Sakusen!!" (ポケモンバイヤーを捕まえろ！コフーライ偽装作戦！！))                                                      | 09.01.2014 05.04.2014                  |
| Друзі зтикаються з контрабандистом, який краде покемонів і продає їх на чорному ринку. |      | |                                        |
| 815 | 808  | Спіймати контрабандиста! «"Хаос дитячого садку!" (Nymphia vs. Keromatsu! Kindergarten Chaos!!) » ("Ninfia Tai Keromatsu! Yōchien wa Ōsawagi!!" (ニンフィアVSケロマツ！幼稚園は大さわぎ！！))                                                                                               | 16.01.2014 12.04.2014                  |
| Еш зустрів дівчину на ім'я Пенелопа, яка викликала його на дуель. Якщо Еш програє, то він має піти з Пенелопою. |      | |                                        |
| 816 | 809  | Притулок від шторму! «"Seeking Shelter From the Storm!" (The Spooky Shelter! Nyasper Is Watching!!) » ("Bukimi na Amayadori! Nyasupā wa Miteita!!" (ぶきみな雨宿り！ニャスパーは見ていた！！))                                                                                             | 30.01.2014 19.04.2014                  |
| Еш здрузями ховаються від шторму в покинутому будинку. Та згодом вони розуміють що сховатися в тому будинку була не краща ідея. |      | |                                        |
| 817 | 810  | Притулок від шторму! «"An Appetite for Battle!" (Harimaron vs. Mafoxy! A Diet Battle!?) » ("Harimaron Bui Esu Mafokushī! Daietto Batoru!?" (ハリマロンVSマフォクシー！ダイエットバトル！？))                                                                                               | 06.02.2014 26.04.2014                  |
| Чеспін так розжирів, що Клемонт вирішує посадити свого покемона на дієту. Та чи буде з цього зиск... |      | |                                        |
| 818 | 811  | Плутанина! «"A Jolting Switcheroo!" (Dedenne Is Pichu and Pichu Is Dedenne...!?) » ("Dedenne ga Pichū de Pichū ga Dedenne de...!?" (デデンネがピチューでピチューがデデンネで…！？)) | 13.02.2014 03.05.2014                  |
| Боні переплутала свою сумку з сумкою іншої дівчинки, і взяла чужу сумку. А в її ж сумці спав Дедене. |      | |                                        |
| 819 | 812  | Мудрість нінзя! «"A Rush of Ninja Wisdom!" (Keromatsu Against Gekogahshier! Ninja Battle!!) » ("Keromatsu Tai Gekogashira! Ninja Batoru!!" (ケロマツ対ゲコガシラ！忍者バトル！！)) | 20.02.2014 10.05.2014                  |
| Еш стикається з юним ніндзя, у якого є фрогадир. Еш з фрокі беруть в нінзя уроки. |      | |                                        |
| 820 | 813  | Пробудження гіганта! «"Awakening the Sleeping Giant!" (Wake Up Kabigon! It's a Battle in the Parfum Palace!!) » ("Kabigon o Okose! Parufamu Kyūden de Batoru Desu!!" (カビゴンを起こせ！パルファム宮殿でバトルです！！))                                                                   | 27.02.2014 17.05.2014                  |
| Еш з друзями потрапляють в місто, на фестиваль в якому має брати участь снорлакс. Але снорлакс не прийшов, бо флейта яка його викликає зникла. |      | |                                        |